# Rue Henri-Tariel
La rue Henri-Tariel est une voie de circulation située sur les hauteurs d'Issy-les-Moulineaux.

## Situation et accès
La rue Henri-Tariel, dont la vue domine Paris, est desservie côté ouest par la gare d'Issy, sur la ligne des Invalides à Versailles-Rive-Gauche, intégrée à la ligne C du RER d'Île-de-France.
Orientée d'ouest en est, elle commence son parcours à la place du Président-Kennedy, où se rencontrent l'avenue Pasteur, l'avenue Bourgain et le boulevard Rodin. En forte pente, elle se termine place du 8-Mai-1945, dans l'axe de la rue André-Chenier.
Réputée comme étant la plus belle rue de la ville d'Issy les Moulineaux, elle longe tout le long du Parc Henri Barbusse.

## Origine du nom
Cette rue tient son nom d'Henri Tariel, bienfaiteur de la commune.

## Historique

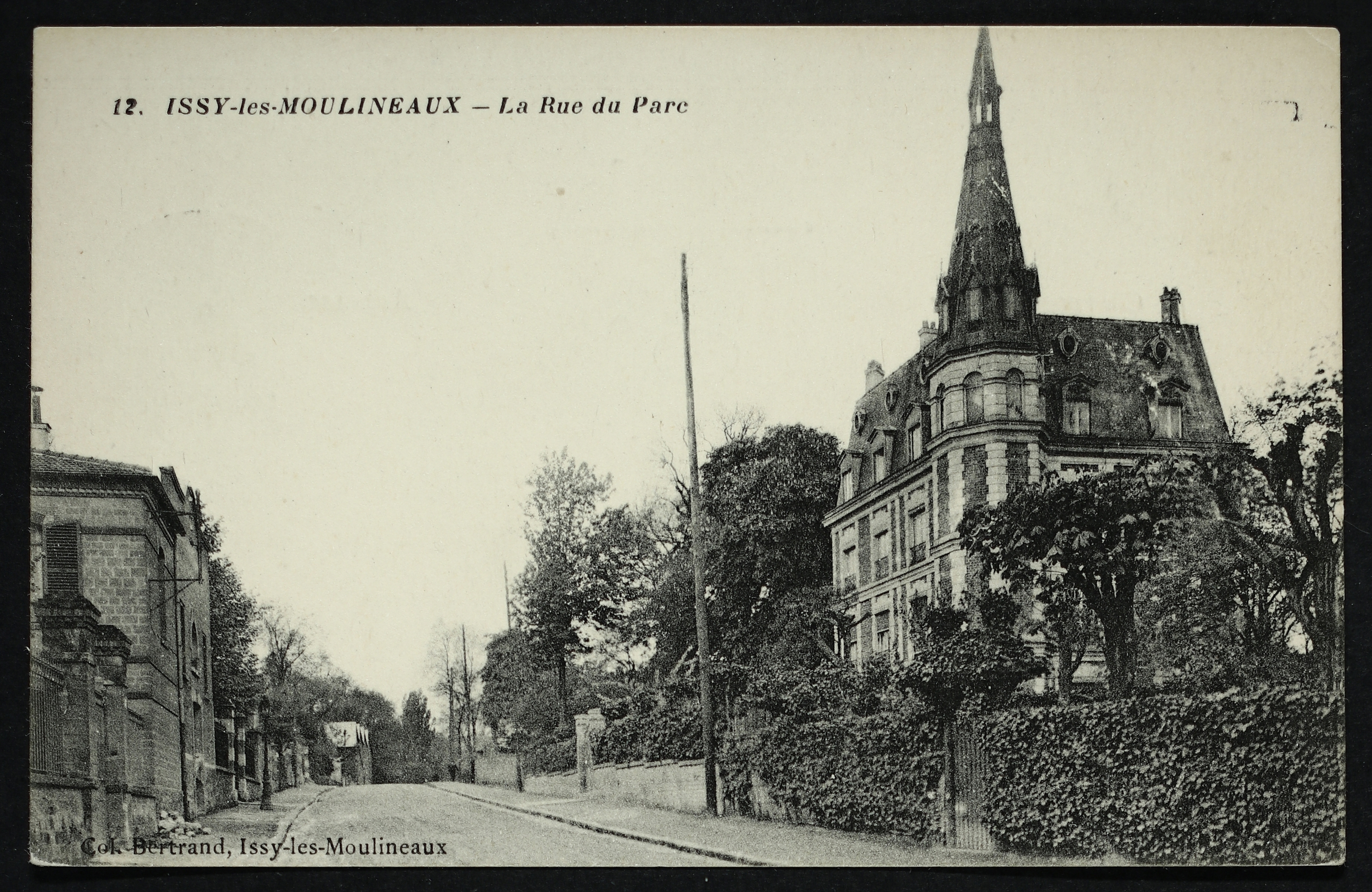
Issy-les-Moulineaux, rue du Parc.

Cette voie de circulation s'appelait autrefois rue du Parc.
En janvier 1972, dans le contexte de la crise du logement, une famille de huit enfants qui vivait depuis deux ans en caravane, s’installe illégalement dans la villa inoccupée du pianiste de la chanteuse Rika Zaraï, au no 13 de la rue.

## Bâtiments remarquables et lieux de mémoire

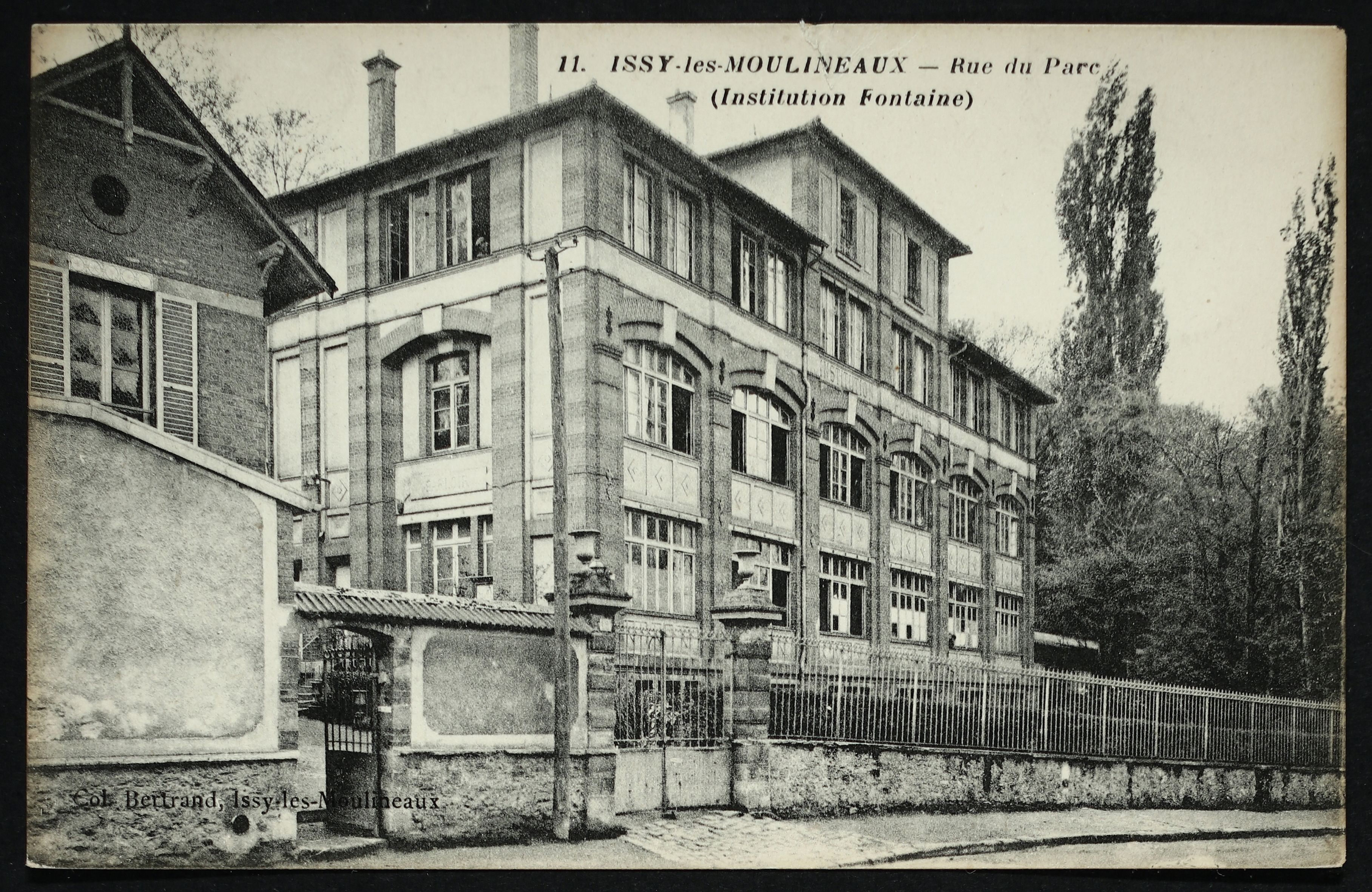
Rue du Parc, institution Fontaine.

- Maison de la chanteuse Rika Zaraï, au no 32[5].
- Parc Henri-Barbusse.
- Emplacement d'une ancienne école commerciale appelée Institution Fontaine, construite sur une partie de l'ancien parc,. Elle occupait l'emplacement d'une pièce d'eau et d'une cascade, reliées au reste du parc par un aqueduc en pierres sèches qui fut remplacé par un conduit en fonte lors du percement de la rue[6].